# Vượn thỏ Senegal
Vượn thỏ Senegal (Galago senegalensis) là một loài linh trưởng nhỏ trong họ Galagidae. Loài này sinh sống ở châu Phi phía nam sa mạc Sahara và các đảo gần đó bao gồm Zanzibar. Chúng có xu hướng sống trong khu vực rừng khô và các vùng thảo nguyên. Chúng là những động vật linh trưởng nhỏ (130mm và 95-300 gram) với bộ lông dày có màu từ xám bạc màu nâu sẫm. Chúng có đôi mắt lớn, cho tầm nhìn ban đêm tốt, chân sau mạnh mẽ, và đuôi dài, giúp chúng cân bằng. Tai của chúng được tạo thành từ bốn phân đoạn và mỗi đoạn có thể uốn cong về sau, để hỗ trợ thính giác của chúng khi săn bắt côn trùng vào ban đêm. Chế độ ăn uống ăn tạp của chúng là một hỗn hợp của các loài động vật nhỏ khác, bao gồm chim và côn trùng, trái cây, hạt, hoa, trứng, các loại hạt, và nướu cây.
Loài này sinh sản hai lần một năm, vào đầu mùa mưa (tháng mười một) và kết thúc mùa mưa (tháng hai). Chúng là loài đa thê, và những con mẹ nuôi con trong tổ được làm từ lá. Mỗi lứa có 1-2 con non, với thời kỳ thai nghén kéo dài 110-120 ngày. Con non được sinh ra với đôi mắt nửa khép kín, không thể di chuyển độc lập. Sau một vài ngày, con mẹ mang con sơ sinh trong miệng của mình, và để lại nó trên các cành cây thuận tiện trong khi cho ăn.
Con cái trưởng thành duy trì vùng lãnh thổ, nhưng chia sẻ với con cái của chúng. Con đực rời khỏi vùng lãnh thổ của mẹ sau tuổi dậy thì, nhưng con cái thì vẫn còn ở lại với mẹ, hình thành các nhóm xã hội bao gồm các con cái có mối quan hệ liên quan chặt chẽ và trẻ chưa trưởng thành của chúng. Con đực trưởng thành duy trì vùng lãnh thổ riêng biệt, chồng chéo với những con trong các nhóm xã hội con cái, nói chung, một con đực trưởng thành có quan hệ bạn tình với tất cả các con cái trong một khu vực. Con đực mà không thành lập lãnh thổ đó đôi khi hình thành các nhóm độc thân nhỏ.
Loài này giao tiếp cả hai bằng cách hoặc gọi cho nhau hoặc bằng cách đánh dấu đường đi bằng nước tiểu của chúng. Vào cuối đêm, các thành viên nhóm sử dụng một tiếng gọi tập hợp đặc biệt và tập hợp ngủ với nhau trong một tổ làm bằng lá, một nhóm nhánh cây, hoặc trong một lỗ trong một cây.
Một nghiên cứu mới đây về tinh tinh thông thường phương Tây cho thấy rằng loài này bị loài tinh tinh thông thường phương Tây săn bắt bằng cây gậy đã được chúng vuốt nhọn.
Trong thời gian nghiên cứu nó đã được quan sát thấy rằng tinh tinh tìm kiếm các hốc nơi loài Galago senegalensis có thể chọn làm nơi ngủ. Sau khi nơi ngủ đã được tìm thấy, các con tinh tinh đã bẻ một nhánh cây gần đó và mài nhọn đầu cành cây bằng cách sử dụng răng của chúng. Họ sau đó sẽ chúng sẽ nhanh chóng và liên tục đâm vào lỗ ngủ của Galago senegalensis. Sau một thời gian đâm, chúng lôi cành cây ra và nếm thử hoặc ngửi mũi, có lẽ là tìm kiếm máu. Một khi đã xác nhận đã tìm ra con mồi trong lỗ theo cách này, chúng liền thò vào lỗ hoặc đập vỡ lỗ ngủ để lấy cơ thể của các Galago senegalensis và ăn thịt nó.
Mặc dù phương pháp này đã được quan sát thấy thành công một lần trong 22 nỗ lực, nó tỏ ra tiết kiệm năng lượng hiệu quả hơn so với phương pháp truyền thống rượt theo các con mồi này cắn vỡ sọ nó trên một tảng đá gần đó.

## Phân loài
- Galago senegalensis senegalensis
- Galago senegalensis braccatus
- Galago senegalensis sotikae
- Galago senegalensis dunni